# 阿沙里德-阿帕尔-伊库尔
阿沙里德-阿帕尔-伊库尔（英語：Asharid-apal-Ekur）（？—前1074年），中亚述时期的亚述国王（公元前1077年—公元前1074年在位）提格拉特帕拉沙尔一世之子和继承人，他大约与巴比伦国王马尔杜克·沙皮克·泽瑞同时，他死后由亚述贝尔卡拉继承。
| 前任： 提格拉特帕拉沙尔一世 | 亚述国王 前1077年－前1074年 | 繼任： 亚述贝尔卡拉 |